# Primera División 1974 (Chili)
In 1974 werd het 42ste seizoen gespeeld van de Primera División, de hoogste voetbalklasse van Chili. Huachipato werd kampioen.  

## Eindstand
| Plaats | Club                  | Wed. | W  | G  | V  | Saldo | Ptn. |
| ------ | --------------------- | ---- | -- | -- | -- | ----- | ---- |
| 1      | Huachipato            | 34   | 24 | 6  | 4  | 63:30 | 54   |
| 2      | Palestino             | 34   | 21 | 10 | 3  | 74:41 | 52   |
| 3      | Colo-Colo             | 34   | 21 | 9  | 4  | 78:43 | 51   |
| 4      | Unión Española        | 34   | 18 | 10 | 6  | 68:42 | 46   |
| 5      | Magallanes            | 34   | 16 | 7  | 11 | 61:47 | 39   |
| 6      | Deportes Concepción   | 34   | 13 | 10 | 11 | 47:45 | 36   |
| 7      | Green Cross-Temuco    | 34   | 9  | 16 | 9  | 36:40 | 34   |
| 8      | Naval                 | 34   | 11 | 11 | 12 | 43:43 | 33   |
| 9      | O'Higgins             | 34   | 11 | 10 | 13 | 44:45 | 32   |
| 10     | Deportes Aviación (P) | 34   | 10 | 12 | 12 | 51:59 | 32   |
| 11     | Lota Schwager         | 34   | 8  | 14 | 12 | 49:48 | 30   |
| 12     | Regional Antofagasta  | 34   | 11 | 8  | 15 | 45:64 | 30   |
| 13     | Universidad de Chile  | 34   | 11 | 6  | 17 | 63:63 | 28   |
| 14     | La Serena             | 34   | 8  | 12 | 14 | 55:56 | 28   |
| 15     | Santiago Wanderers    | 34   | 9  | 10 | 15 | 55:61 | 28   |
| 16     | Rangers               | 34   | 9  | 7  | 18 | 45:72 | 25   |
| 17     | Unión La Calera       | 34   | 5  | 9  | 20 | 43:87 | 19   |
| 18     | Unión San Felipe      | 34   | 4  | 7  | 23 | 42:76 | 15   |

|     | Kampioen, gekwalificeerd voor Copa Libertadores 1975 |
|     | Gekwalificeerd voor Pre-Libertadores                 |
|     | Degradatie                                           |
| (P) | Promovendus                                          |

## Pre-Libertadores
| Plaats | Club               | Wed. | W | G | V | Saldo | Ptn. |
| ------ | ------------------ | ---- | - | - | - | ----- | ---- |
| 1      | Colo-Colo          | 3    | 2 | 0 | 1 | 9:4   | 4    |
| 2      | Unión Española     | 3    | 1 | 2 | 0 | 5:3   | 4    |
| 3      | Palestino          | 3    | 0 | 2 | 1 | 4:6   | 2    |
| 4      | Santiago Wanderers | 3    | 0 | 2 | 1 | 3:8   | 2    |

|  | Finale Pre-Libertadores |

### Finale
|                  |                |       |           |  |
| 13 februari 1975 | Unión Española | 2 – 1 | Colo-Colo |  |
| 13 februari 1975 |                |       |           |  |

## Topschutters
| Speler           | Speler         | Goals | Club      |
| ---------------- | -------------- | ----- | --------- |
| Bandera de Chile | Julio Crisosto | 28    | Colo-Colo |